# Mesobuthus martensii
El escorpión dorado de Manchuria (Mesobuthus martensii) es una especie de alacrán de la familia Buthidae catalogada en el año 1879. Habita en China, Mongolia, Corea y Japón. Este escorpión puede resultar peligroso, pero no mortal para las personas. Habitat, vive en típico del suelo de las estepas y pastizales de Manchuria, de ahí su nombre común. Su alimentación es de una gran variación de insectos, Escorpiones, Tijeretas, Grillos y Escarabajos.

## Nombres comunes
M. martensii se denomina escorpión chino, escorpión dorado de Manchuria, alacrán manchuriano, escorpión chino dorado o escorpión de cola de armadura china.

## Dispersión y hábitat
Sin tomar en cuenta su nombre el animal se dispersa a través de diversas partes de Manchuria y otras partes de China además de Mongolia, Corea y Japón. Su hábitat preferido es el de áreas templadas, secas y con poca vegetación.

## Descripción y Usos
M. martensii alcanza hasta 6 centímetros y las hembras por lo usual son un poco más grandes. Este arácnido tiene un ciclo vital de entre 4 a 6 años. Produce en su veneno una toxina compuesta por el péptido BmKAEP el cual demostró cualidades anti-epilépticos en estudios de laboratorio con ratas. La cola de este alacrán se ha utilizado en la medicina china tradicional por siglos para el trato de la epilepsia y otras condiciones neurológicas.